# Данков, Фёдор Трофимович
Фёдор Трофимович Данков (Донков) (9 августа 1913 — 9 апреля 1944) — советский офицер, танкист, участник Великой Отечественной войны, Герой Советского Союза (1944).

## Биография
Родился 16 февраля (по другим данным — 9 августа) 1913 года в селе Спасское-Лутовиново (ныне — Мценского района Орловской области) в семье крестьянина. Русский. Образование неполное среднее. Жил в Ленинграде, работал слесарем-водопроводчиком в выборгском райжилсоюзе.
В Красной Армии с 1935 года. Службу проходил сначала водитель автомобиля в автобатальоне. С августа 1938 года — механик-водитель танка БТ-5 в 11-й ордена Ленина танковой бригаде им. Яковлева. Участник боёв на реке Халхин-Гол в 1939 году, в составе своего батальона исполнял обязанности танкового техника. В декабре 1939 года окончил курсы младших лейтенантов и направлен в 82-ю мотострелковую дивизию командиром взвода в 159-й автобатальон. В 1939 году стал членом ВКП(б).
Участник Великой Отечественной войны с октября 1941 года. Сражался на Калининском, Степном и 2-м Украинском фронтах. В битве на Курской дуге только за один день боёв в районе населённых пунктов Степь и Александровка рота Данкова уничтожила 11 танков «Тигр», 9 «Пантер» и 4 самоходных орудия «Фердинанд». В дальнейшем участвовала в Корсунь-Шевченковской и Уманско-Батошанской операциях, в освобождении Украины и Молдавии.
Командир танковой роты 107-й танковой бригады (16-й танковый корпус, 2-я танковая армия, 2-й Украинский фронт) капитан Фёдор Данков 5 марта 1944 года вместе с ротой с ходу форсировал реку Горный Тикич, преодолел рубеж обороны противника и преследовал отступавшие части. Двигаясь в авангарде частей 16-го танкового корпуса, танковая рота капитана Данкова с минимальными потерями освободила на пути к городу Умани Черкасской области Украины многие населённые пункты. Были захвачены трофеи: 150 автомашин, 18 тяжёлых и 23 средних танка, а также 4 склада с горючим. Кроме того, экипаж Данкова в районе села Маньково разгромил штабы двух немецких частей и захватил их знамёна и документы. В этих боях его экипаж записал на свой боевой счёт 8 подбитых и уничтоженных танков противника: четыре «Тигра», одну «Пантеру» и три PzKpfw IV.
10 марта 1944 года танкисты капитана Данкова, обойдя Умань с тыла, первыми ворвались в город и в течение двух часов вели бой с противником до подхода наших основных сил.
Затем капитан Данков принимал участие в освобождении Молдавии. В начале апреля 1944 года одним из первых форсировал реку Днестр, освободил Флорешты и устремился со своей ротой к городу Бельцы. На подступах к городу подавили противотанковую батарею, несколько огневых точек и в течение суток, ведь уличные бои, освободили Бельцы.
7 апреля капитан Данков принял должность заместителя командира батальон и получил приказ с только что прибывшей маршевой ротой занять станцию Пырлица Унгенского района. По сведениям разведки туда должен был прибыть эшелон с «тиграми».
Четыре танка капитана Данкова ворвались на станцию, но немецкие железнодорожники уже успели разгрузить эшелон. Силы оказались неравные: против четырёх танков Данкова немцы бросили свыше 30 танков и самоходных орудий. Двое суток танкисты удерживали населённый пункт, отражая атаки противника. Когда боеприпасы кончились, бой вёлся только стрелковым оружием. Капитан Данков погиб 9 апреля, подняв оставшихся бойцов в последнюю атаку. Похоронен в братской могиле в селе Пырлица Унгенского района Молдавии.
Указом Президиума Верховного Совета СССР от 13 сентября 1944 года «за образцовое выполнение боевых заданий командования на фронте борьбы с немецко-фашистскими захватчиками и проявленные при этом мужество и героизм», капитану Данкову Фёдору Трофимовичу посмертно присвоено звание Героя Советского Союза. Этим же Указом звание Героя было присвоено механику-водителю старшине Б. В. Макееву, прошедшему боевой путь в экипаже Данкова от Курской дуги до Молдавии, и только благодаря случаю не принимавшего участия в последнем бою.

## Награды и звания
- Герой Советского Союза (13 сентября 1944, посмертно);
- орден Ленина (13 сентября 1944, посмертно);
- орден Красного Знамени (14 июля 1943).

## Память
Бюст Ф. Т. Данкова установлен на его родине и в городе Мценск. Именем Ф. Т. Данкова названо судно Министерства рыбного хозяйства (МРХ). В селе Спасское-Лутовиново один из пионерских отрядов носил имя Героя.